# Donje Bazije
Donje Bazije – wieś w Chorwacji, w żupanii virowiticko-podrawskiej, w gminie Čađavica. W 2011 roku liczyła 148 mieszkańców.